# سنابل بيضاء
السنابل البيضاء (بالإنجليزية: White heads)‏ أو (بالإنجليزية: Take-all)‏ أو عفن الغمد الأسود مرض شائع يصيب الحبوب في المناخات المعتدلة يسببه فطر (باللاتينية: Gaeumannomyces graminis var tritici). جميع أصناف القمح والشعير والشوفان معرضة للإصابة بهذا المرض. وهو مرض هام في القمح الشتوي في أوروبا الغربية خاصة، وتشجعه ظروف الإنتاج المكثف وتفاقمه الزراعة الأحادية (بالإنجليزية: Monocropping)‏.

آثار الإصابة بمرض السنابل البيضاء على حقل قمح

يهاجم الفطر جذور النباتات في أي مرحلة النمو، وتسبب العدوى المبكرة تقزما واصفراراً في النباتات. وتؤدي الإصابة الشديدة إلى اسوداد الجذور المتضررة. بعد تكوين السنابل في الربيع، تبدو بقع من الحقل مقزمة. في جالات الإصابة الشديدة، تبيض النباتات وتموت قبل الإزهار. هذه الأعراض أعطت هذا المرض اسمه. تسجل مستويات خسارة في الغلة من 40 إلى 50% في أغلب الهجمات الشديدة.
أحرزت تدابير المكافحة الكيميائية تقليديا نجاحاً قليلاً، مع أن إحدى معاملات البذار الحديثة تبدو واعدة. يؤدي الخلل الغذائي إلى مفاقمة المرض، حالها كحال إضافة الجير بشكل مفرط في حالة الترب الحامضية.
الأصناف الحديثة قاسية وقصيرة القش، مما يسمح بإضافة كميات كبيرة من الآزوت دون إحداث اضطجاع خطير للمحصول، وبهذا يمكن الحد من الأضرار الناتجة عن هذا المرض.
تدبير المكافحة الأنسب هو استخدام محصول غير نجيلي لكسر تواتر المحاصيل الحساسة للمرض. ويؤدي هذا إلى تقليل مستويات الفطر في التربة إلى حدود مقبولة خلال 10 أشهر، إلا أن وجود أعشاب نجيلية حساسة للمرض قد تبطل أي آثار مفيدة.
هناك ظاهرة تعرف باسم "التدهور المنسوب لأخذ الكل (بالإنجليزية: Take all)‏". التجارب التي تجرى في حقل (بالإنجليزية: Broadbalk)‏ الشهير في محطة روثامستد للتجارب الشهيرة أشارت إلى زيادة في تواجد الفطر وصل إلى ذروته في السنوات من الثالثة إلى الخامسة في حالة أحادية محصول القمح الشتوي، يبدأ بعدها مستوى الفطر بالانخفاض مما يسمح بالوصول إلى مستويات 80-90% من الغلة المسجلة في السنتين الأوليين.